# Headplate
Headplate ist eine Nu-Metal-Band aus Göteborg, Schweden, die im Jahr 1993 gegründet wurde. Die Band besteht aus Mitgliedern der Bands Engel, Gardenian und Passenger.

## Geschichte
Die Band wurde im Jahre 1993 von Daniel „Danne“ Granstedt (E-Gitarre, Begleitgesang), Niklas „n1c“ Österlund (Schlagzeug) und Marcus Österlund (E-Bass) als noch namenloses Projekt gegründet. Im Folgejahr wechselte Marcus Österlund vom E-Bass zur E-Gitarre. Als neuer Bassist stieß Håkan „Heyk“ Skoger zur Band. Im Jahr 1995 suchte die Band nach einem Sänger, schrieb die ersten Songs und begann mit den ersten Aufnahmen. 1996 fanden sie mit Jim Kjell (vorher Sänger bei Gardenian) einen geeigneten Sänger.
1997 hatte die Band ihren ersten Auftritt. Dadurch wurde Gain Productions/Gain Recordings auf die Band aufmerksam. 1998 nahm die Band schließlich den Namen „Headplate“ an. Sie nahmen ihre erste Demo namens Wake Up auf, mit Magnus „Mangan“ Klavborn (momentan Sänger bei Engel) als Sänger. Eine zweite Demo namens Sleepy wurde veröffentlicht. Diese enthielt Lieder, die auch auf dem späteren Album „Bullsized“ enthalten sein sollte. Ihren ersten Auftritt unter dem Namen „Headplate“ hielt die Band in Kinna, Schweden.
1999 wurde die nächste Demo namens „Beyond What's in Front“ veröffentlicht.  Auch ein Lied von dieser Demo sollte später auf  „Bullsized“ enthalten sein. Die Verhandlungen mit Gain Recordings begannen. Marcus Österlund verließ die Band aus persönlichen Gründen. Der Rest der Band unterschrieb einen Vertrag bei Gain Recordings.
Im Jahre 2000 betrat die Band das Studio, um ihr Debütalbum Bullsized aufzunehmen. Auch wurde ein Video zum gleichnamigen Lied aufgenommen. Das Album wurde im Mai gemixt und gemastert sowie die Gestaltung des Covers beendet. Das Album sollte im Juni veröffentlicht werden, wurde letztendlich jedoch am 2. Oktober veröffentlicht. Die Veröffentlichungsparty fand im „Belsepub“ in Göteborg statt, was zugleich der erste Auftritt mit nur vier Mitgliedern war. Im Anschluss folgte eine kleine Tour durch Schweden. Im nächsten Jahr folgten einige weitere Auftritte in Schweden. Die Band trat auf dem Hultsfred Festival und dem finnischen Tuska Open Air Metal Festival auf. Im November begannen die Aufnahmen zum zweiten Album. Auch war Headplate Eröffnungsband für die Konzerte von Machine Head in Skandinavien.
2002 wurde das zweite Album Delicate veröffentlicht. Gemixt und gemastert wurde das Album im Januar und Februar. Die Band hielt zudem eine kleine Tour mit der schwedischen Band LOK in Norwegen. Das Album Delicate wurde am  3. Juni veröffentlicht. Es folgte ein Auftritt auf dem Göteborgskalaset.
Im Jahre 2003 begannen die Band bereits mit dem Schreiben von neuem Material. Håkan Skoger verließ im Juni die Band und wurde durch Johan Andreassen ersetzt. 2003 veröffentlichte die Band ihr bisher letztes Album namens Pieces. Im Folgejahr schrieb die Band weiterhin Songs und machte einige Aufnahmen. 2005 verließ Klavborn die Band.

## Stil
Headplate spielen klassischen Nu-Metal. Sie werden mit anderen Bands wie Spineshank, Orgy und 40 Grit verglichen. Die Lieder handeln von Wut, Aggressionen und Depressionen.

## Diskografie

### Demos
- 1997: Wake Up (Eigenveröffentlichung)
- 1997: Sleepy (Eigenveröffentlichung)

### Alben
- 2000: Bullsized (Gain Productions / Gain Recordings)
- 2002: Delicate (Gain Productions / Gain Recordings)
- 2003: Pieces (Gain Productions / Gain Recordings)

### Videos
- 2000: Bullsized
- 2001: Feel Like Porn
- 2002: Jump the Bridge